# Carles Mampel Juncosa
Carles Mampel Juncosa   (Sabadell, 28 d'abril de 1968) és un xef pastisser, xocolater i gelater català. Compta amb reconeixements nacionals i internacionals, entre els quals destaquen Millor Mestre Pastisser d'Espanya (MMAPE) el 1999 a Bilbao, Campió Euroamericà de Pastisseria (Madrid, 2000), Subcampió del Món de Pastisseria (Rimini, 2004) i Mestre artesà (Barcelona, 2014).

## Biografia
Va començar la seva carrera a Sabadell. Amb tretze anys, comença l'aprenentatge a la pastisseria La Divina Pastora, dirigida pel mestre pastisser Francisco Anglada i el 1984 continuà d'aprenent a la pastisseria Art Bó. Entre 1985 i 1987 fou encarregat de pastisseria a la pastisseria i fleca Portell i posteriorment exercí de xef de partida de càtering i pastisseria fins a 1990 a la pastisseria Coma.
El 2005 fundà l'Obrador Bon Sucre a Sant Boi de Llobregat, que més tard passaria a formar part de la pastisseria Bubó. El juny de 2005 fundà la Pastisseria Bubó a Barcelona al costat de l'estudi de disseny Grumax, amb el concepte «pastisseria-boutique». Segons una crítica de The New York Times: «sembla més una bijuteria d'alta qualitat que la teva pastisseria de sempre». Durant dotze anys s'encarregà del vessant creatiu i productiu de l'empresa i dirigí l'obrador. Posteriorment obrí sis locals més, quatre a Barcelona, dos als Emirats Àrabs Units i un altre a Tòquio. El juliol de 2017 abandonà el projecte per a dedicar-se al seu vessant d'assessor i formador i perseguir altres projectes en solitari.
També ha exercit d'assessor i formador en diverses empreses del sector, com ara Valrhona, Ravifruit, Pavoni Itàlia, Elle & Vire Professional, Sosa Ingredients, Solegraells o Iceteam, a més de col·laborar amb escoles i gremis, tant nacionals com internacionals, entre els quals destaquen l'Escola de Pastisseria del Gremi de Barcelona, l'École Bajard (Perpinyà), Espai Sucre (Barcelona) o L'École Valrhona (Tain l'Hermitage, Tokio i Brooklyn). El 2014 fou nomenat Mestre artesà català per la Generalitat de Catalunya. El 2019 va ser membre del jurat del Campionat al millor mestre artesà pastisser d'Espanya —que havia guanyat ell mateix el 1999— amb quatre altres pastissers de «projecció internacional reconeguda».